# Байтерек (Келесский район)
Байтерек (каз. Бәйтерек, до 2008 г. — Кызылту) — село в Келесском районе Туркестанской области Казахстана. Входит в состав Кошкаратинского сельского округа. Код КАТО — 515471680.

## Население
В 1999 году население села составляло 1300 человек (651 мужчина и 649 женщин). По данным переписи 2009 года, в селе проживали 1634 человека (822 мужчины и 812 женщин).